# قطعنامه ۹۹۸ شورای امنیت
قطعنامه ۹۹۸ شورای امنیت سازمان ملل متحد که در تاریخ ۱۶ ژوئن ۱۹۹۵ تصویب شد، سندی بین‌المللی دربارهٔ بوسنی و هرزگوین است. این قطعنامه طی نشست ۳۵۴۳ام با ۱۳ رای موافق، ۰ مخالف و ۲ ممتنع تصویب شد.